# Vicentico
Gabriel Julio Fernández Capello (Buenos Aires, 24 de julio de 1964), conocido artísticamente como Vicentico, es un cantante, músico y compositor argentino, conocido por ser el cofundador y vocalista de la banda Los Fabulosos Cadillacs. Comenzó su carrera como solista en 2002.

## Biografía
Gabriel Julio Fernández Capello nació el 24 de julio de 1964 en Buenos Aires, como hijo de Adelaida Mangani y Manuel Fernández Capello. Según relató en una entrevista para la revista Gatopardo en septiembre de 2014, creció en un ambiente de dudas sobre su paternidad, situación que su madre no abordó abiertamente. En la mencionada entrevista, Vicentico detalló: 
Mi mamá tenía 23 años, estaba casada con Fernández Capello, y a su vez estaba enamorada de Ariel Bufano. A mis treinta y tres años me enteré de que ella no sabía de cuál de los dos yo era hijo. No sabía, y no se animó a decirme. Igual, con Fernández Capello se llevaban muy mal y se separaron después que nací.
 En 1997 decidió hacerse una prueba de ADN con Manuel Fernández Capello y los resultados de dicha prueba confirmaron que no existía relación sanguínea entre ambos.
Su padre fue Ariel Bufano, un titiritero, y su abuelo fue el poeta Alfredo R. Bufano.

## Carrera solista
En Vicentico, su primer disco como solista, incluye una serie de ritmos que va desde lo "fabuloso" a la bossa nova, lo gitano, y las baladas. El disco cuenta con 12 temas, de los cuales 11 son de su autoría. 
En 2004, presentó su segundo trabajo discográfico, Los rayos. Su tercer álbum solista fue Los pájaros (2006). Año 2007: Vicentico graba la cumbia "Aquí la Tienes", de Rodolfo Garavagno y Koli Arce, a duo con el exitoso Pablo Lescano, líder de Damas Gratis, y obtiene un notable suceso entre los cultores de esa línea musical. En 2010 publicó su cuarto álbum de estudio titulado Sólo un momento, cuyos cortes de difusión rápidamente se posicionan en los primeros puestos de los ránquines de radios (especialmente el tema que da nombre al álbum), logrando ser uno de los 5 discos más vendidos durante 2011.
A comienzos de 2012 se lanza Sólo un momento en vivo, grabado en noviembre de 2011 en Corrientes, al aire libre y a orillas del Río Paraná. Hacia fines de septiembre del mismo año, lanza Vicentico 5.
El 22 de septiembre de 2013, y días antes de su presentación en el Teatro Gran Rex de la ciudad de Buenos Aires, Vicentico es galardonado en los Premios Grammy Latinos 2013 al ganar en la categoría "Mejor Canción de Rock" por «Creo que me enamoré», primer sencillo de su más reciente álbum de estudio.
En 2015 lanza su sexto álbum de estudio: Último acto con canciones inéditas, covers y versiones de sus propios temas. El disco producido por Cachorro López se compone de 18 temas y cuenta con colaboraciones del estadounidense Willie Nelson, la banda mexicana Intocable y el dúo jamaiquino Sly & Robbie.
En octubre de 2019 lanzó la canción «Freak», como primer sencillo de su álbum discográfico, previsto inicialmente para lanzarse en 2020, pero que finalmente se lanzó en 2021 con el nombre El pozo brillante.

## Discografía

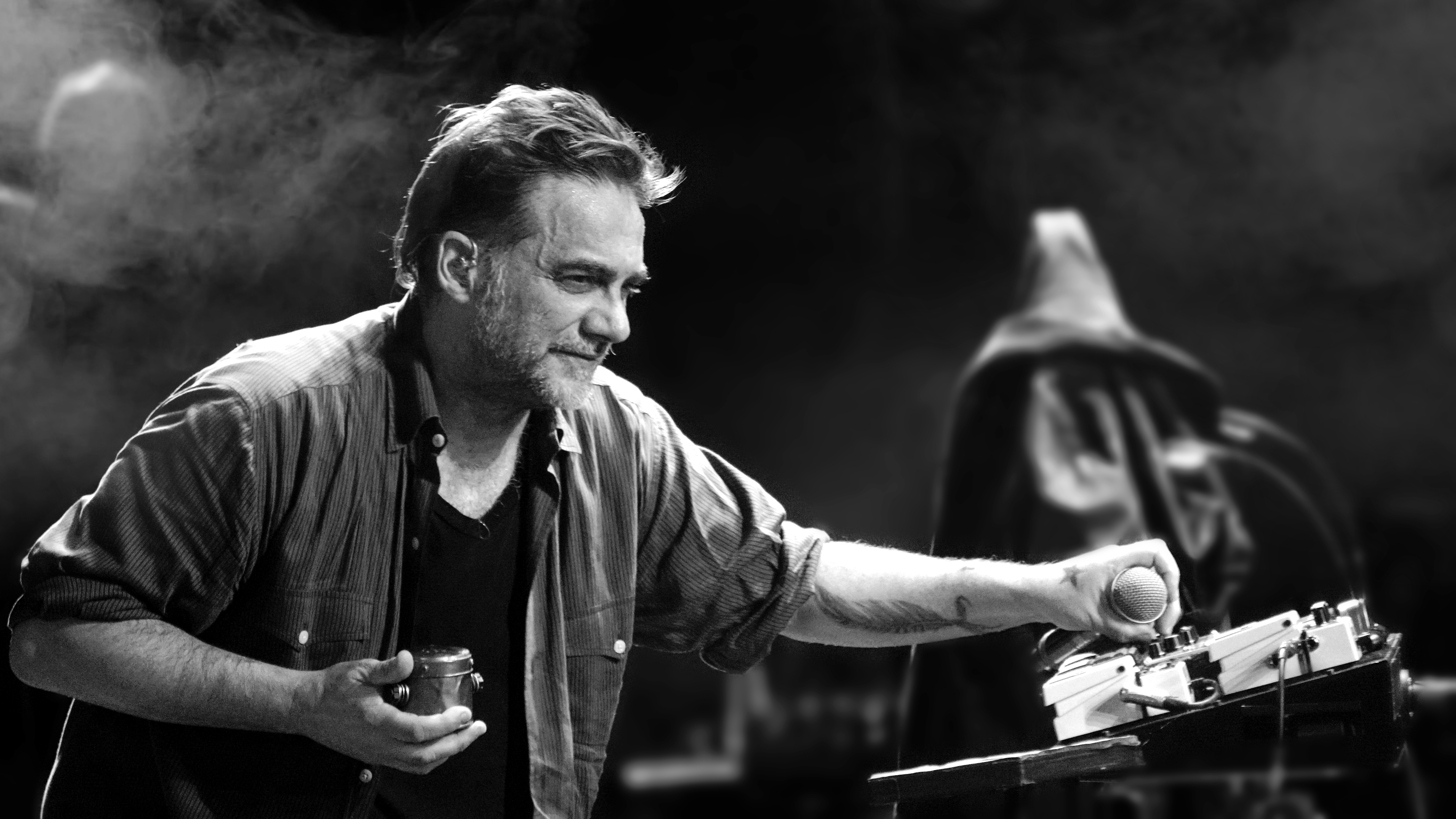
Vicentico en Guadalajara, 2018.

### ConLos Fabulosos Cadillacs
- Bares y fondas (1986)
- Yo te avisé!! (1987)
- El ritmo mundial (1988)
- El satánico Dr. Cadillac (1989)
- Volumen 5 (1990)
- Sopa de caracol (1991)
- El León (1992)
- Vasos Vacíos (1993)
- En Vivo en Buenos Aires (1994)
- Rey azúcar (1995)
- Fabulosos Calavera (1997)
- La Marcha del Golazo Solitario (1999)
- Hola (2001)
- Chau (2001)
- La luz del ritmo (2008)
- El arte de la elegancia (2009)
- La salvación de Solo y Juan (2016)
- En vivo en The Theater at Madison Square Garden (2017)

### Como solista
- Vicentico (2002)
- Los rayos (2004)
- Los pájaros (2006)
- Sólo un momento (2010)
- Solo un momento en vivo (2011)
- Vicentico 5 (2012)
- Último acto[3] (2014)
- El pozo brillante (2021)

## Filmografía
- 1000 boomerangs (1995)
- Poliladron (1997)
- Silvia Prieto (1998)
- Historias de Argentina en vivo (2001)
- Los guantes mágicos (2003)
- Me casé con un boludo (2016)

## Premios y nominaciones

### Premios Grammy Latinos
| Año  | Categoría                      | Trabajo Nominado       | Resultado |
| ---- | ------------------------------ | ---------------------- | --------- |
| 2005 | Mejor álbum cantautor          | Los rayos              | Nominado  |
| 2005 | Mejor video musical            | Los caminos de la vida | Nominado  |
| 2007 | Mejor álbum alternativo        | Los pájaros            | Nominado  |
| 2007 | Mejor canción alternativa      | El árbol de la plaza   | Nominado  |
| 2013 | Mejor álbum pop/rock           | Vicentico 5            | Nominado  |
| 2013 | Mejor canción de rock          | Creo que me enamoré    | Ganador   |
| 2015 | Mejor álbum de pop tradicional | Último acto            | Nominado  |
| 2015 | Mejor canción de rock          | Esclavo de tu amor     | Ganador   |
| 2015 | Mejor video musical largo      | Último acto            | Nominado  |

### Premios Carlos Gardel
| Año  | Categoría                   | Trabajo Nominado    | Resultado |
| ---- | --------------------------- | ------------------- | --------- |
| 2011 | Álbum del Año               | Solo un momento     | Nominado  |
| 2011 | Producción del Año          | Solo un momento     | Nominado  |
| 2011 | Mejor Álbum Artista de Rock | Solo un momento     | Nominado  |
| 2011 | Canción del Año             | Solo un momento     | Ganador   |
| 2011 | Mejor videoclip             | Solo un momento     | Ganador   |
| 2012 | Canción del Año             | Paisaje             | Ganador   |
| 2013 | Álbum del Año               | Vicentico 5         | Nominado  |
| 2013 | Mejor artista masculino pop | Vicentico 5         | Nominado  |
| 2013 | Canción del año             | Creo que me enamoré | Nominado  |
| 2015 | Producción del Año          | Último Acto         | Nominado  |
| 2015 | Mejor Artista Masculino Pop | Último Acto         | Nominado  |

### Premios Konex
| Año  | Categoría                                             | Trabajo Nominado                             | Resultado |
| ---- | ----------------------------------------------------- | -------------------------------------------- | --------- |
| 2005 | Diploma al Mérito - Solista Masculino de Pop / Balada | Por su labor profesional en la última década | Ganador   |
| 2015 | Diploma al Mérito - Solista Masculino de Pop / Balada | Por su labor profesional en la última década | Ganador   |